# 사카모토 치카
사카모토 치카(일본어: 坂本 千夏 さかもと ちか[*], 1959년 8월 17일 ~ )는 일본의 여성 성우이다.  도쿄도 출신. 아트비전 소속.

## 출연작

### TV 애니메이션
- 1981년
  - 대쉬 캇페이 - 나츠 카오리

- 1982년
  - 괴물군
  - 돈 드라큐라 - 학생C, 학생B
  - 후쿠쨩 - 후쿠쨩

- 1983년
  - 캡틴 츠바사 - 나카자와 사나에, 타키 하지메(초등학생편)
  - 이타다키맨 - 류코
  - 나인 - 야스다 유키미
  - 기갑창세기 모스피다 - 마튜다
  - 스톱!! 히바리군! - 카타기리
  - 초시공세기 오거스 - 리아
  - 캣츠 아이 - 키스기 아이
  - 미미의 컴퓨터 여행 - 미츠오, 오무

- 1984년
  - 내일 날씨는 맑음 - 코조
  - 시끌별 녀석들 - 진저
  - 초공속 갈비온 - 레미
  - 칙쿤탁쿤 - 마키
  - 란포 - 란포

- 1985년
  - 푸른 유성 SPT 레이즈너 - 바디
  - 소공녀 세라 - 피터
  - 기동전사 Z건담 - 신타
  - 성총사 비스마르크 - 지미
  - 닌자전사 토비카게 - 리프터
  - 꼬마자동차 붕붕 - 켄(철이)

- 1986년
  - 은아 유성 긴 - 다이스케
  - 게게게의 키타로 3기 - 켄타, 꼬마 승려
  - 청춘 애니 전집 - 오요시, 비루마의 소년
  - 메종일각 - 이치노세 켄타로
  - 뿅뿅요정 하니 - 마슈론, 카이케츠마루
  - 로보탄 - 봇치
  - 머신로보 크로노스의 대역습 - 지기
  - 마법의 아이돌 파스텔 유미 - 미사와 켄타
  - 하이스쿨 기면조 - 오토나리 히사코
  - 기동전사 건담 ZZ - 신타

- 1987년
  - 에스퍼 마미 - 켄타
  - 안미츠 공주 - 스테마루
  - 시티헌터 - 가출한 딸, 호리코시 치에미, 아그네스 회원들, 와시오 지로, 모리무라 사쿠라
  - 변덕쟁이 오렌지 로드 - 카스가 카즈야
  - 우주선 사지타리우스 - 토라, 앗삼
  - 게라게라 부스 이야기 - 부타
  - 작은 아씨들 - 톰 브룩
  - 도테라맨 - 세키
  - 노라쿠로군 - 노라쿠로

- 1988년
  - 오소마츠 군 - 타마보
  - 날아라 호빵맨 - 새우튀김덮밥맨, 치비조우군 등등
  - 초음전사 보그맨 - 쥰
  - 투장 라면맨 - 탄멘
  - 쿵후보이 친미 - 친미
  - 비밀의 아코짱 - 아키라, 마스다 켄타
  - 네 앗코입니다 - 사카모토 타로
  - 맛의 달인 - 야자키 사토루

- 1989년
  - 푸른 망아지 브링크 - 토비, 한스
  - 곤충 이야기 핫치 - 코로로
  - 정글대제(신) - 마이어
  - 미라클 자이언츠 도무군(야구왕 펑키) - 신죠 도무
  - 란마 1/2 열투편

- 1990년
  - 산쵸메의 석양 - 미우라 유이치로 등
  - 오바타리안 - 미노루
  - 츠루히메 잖아~! - 츠루히메
  - 헤이세이 천재 바카본 - 하지메쨩 등
  - 맹렬 아타로 - 데코나나
  - 즐거운 무민일가 - 네 벌레 : 티티우
  - 날아라 호빵맨 남쪽 바다를 지키자! - 덮밥맨

- 1991년
  - 나는 직각 - 이시가키 춋카쿠
  - 아니메 비밀의 화원 - 마사
  - 귀신 홀리 - 타와신
  - 소년 아시베 - 아시야 아시베
  - 조그만 귀신 앗치 콧치 솟치 - 엣쨩
  - 피구왕 통키 - 현진영(쿠로이와 타츠야)
  - 마법의 프린세스 밍키모모 - 알렉산드라

- 1992년
  - 코보쨩 - 이누야마 후토시
  - 꽃의 마법사 메리벨 - 탬버린
  - 장화신은 고양이의 모험 - 피에르
  - 엄마는 4학년 - 줄리에타 비토리
  - 마보로시 마보쨩 - 마보로시 무무코

- 1993년
  - 3번가의 타마 우리 타마 모르시나요? - 토라
  - 미캉 그림일기 - 제리
  - 무카무카 파라다이스 - 무카무카, 요노스케

- 1995년
  - 줄무늬 호랑이 시마지로 - 토미
  - 십이전지 폭렬 에토레인저(꾸러기 수비대) - 바쿠마루(똘기)
  - 환상게임 - 누리코(유유)

- 1996년
  - 아기와 나 - 에노키 미노루, 타마다테 토키오
  - 지옥선생 누베 - 유키베
  - B'T-X - 소년 시절의 콰트로
  - 미소녀 전사 세일러 문 세일러 스타즈 - 야텐 코우/세일러 스타 힐러
  - YAT 안심! 우주여행 - 지로

- 1997년
  - 애니 힘내라 고에몽 - 사스케, 노보루의 엄마
  - 신 중화일미 - 시로
  - 포켓몬스터 - 오바바, 피카츄 마이클

- 1998년
  - 깔깔 쿠리린 - 쿠리린
  - 닥터 슬럼프 - 응치, 정글 소년
  - YAT 안심! 우주여행 - 테리

- 1999년
  - 디지몬 어드벤처 - 아구몬 계열, 타카이시 나츠코(매튜와 리키의 엄마), 올챙몬
  - 사이보그 쿠로짱(슈퍼 사이보그 네로) - 쿠로(네로)
  - 마이크로맨 - 그레이
  - 구루구루 타운은 하나마루군 - 코뿌, 더 지즈제조의 엄마
  - 소년탐정 김전일 - 타치카와 미야코

- 2000년
  - 키티즈 파라다이스 GOLD - 쿠리린
  - 피포파포 파토루군 - 파토루
  - 파워 디지몬 - 아구몬 계열, 타카이시 나츠코, 딩고

- 2001년
  - 격투요리전설 비스트로 레시피 - 마쿠노우치 젠(찬)
  - 격투! 크러시기어 TURBO - 진 쿄우스케, 오리자 키미요
  - 샤먼킹 - 알렌
  - AIBO 애니메이션 피롯포 - 라파군

- 2002년
  - 진 여신전생 데빌 칠드런 라이트 다크 - 아레스Jr
  - 페코라 - 츠네키치

- 2003년
  - 아스트로 보이 철완 아톰 - 구논
  - 내일의 나쟈 - 쟝
  - 포츈 독스 - 비챤
  - 제멋대로 페어리 미르모데퐁! 골든 - 틱
  - 출동! 머신로보 레스큐 - 리키
  - 인간교차점 - 츠츠이 시게루
  - 무한전기 포트리스 - 마르코
  - 마법사에게 소중한 것 - 테라오 야스유키

- 2004년
  - 두 사람은 프리큐어 - 새끼 곰
  - MONSTER - 마틴 소년

- 2005년
  - 갤러리 페이크 - 마릴린
  - 디지몬 제볼루션 - 워그레이몬X
  - 블랙 잭 - 곤타, 소년
  - 눈의 여왕 ~THE SNOW QUEEN~ - 에릭

- 2006년
  - 막 갈은 뮤지컬 네리마 무 브라더스 - 곳츠부시호소요
  - 나왔습니다! 파워퍼프걸Z! - 푸요
  - 사루겟츄 온 에어 - 스펙터, 쿠타, 기자

- 2007년
  - 명탐정 코난 - 하시라타니 타쿠미(462화 엑스트라)
  - DARKER THAN BLACK -흑의 계약자- - 오오야마 미스즈
  - D.Gray-man - 제시카
  - BLUE DRAGON - 톤토

- 2008년
  - 포르피의 기나긴 여행 - 이르마
  - 노라미미 - 놋페리샘
  - 망량의 상자 - 야스카즈 토라키치

- 2009년
  - 날아라 호빵맨 힘내라 크림판다! 크리스마스 모험 - 덮밥맨

- 2010년
  - 디지몬 크로스워즈 - 샤우트몬, 아구몬 계열
  - 하트캐치 프리큐어! - 하나사키 카오루코/큐어 플라워

- 2011년
  - 듀얼 마스터즈 크로스 쇼크 - 쿡 포롱
  - 도라에몽 - 악어, 오바라타니군
  - 원피스 - 스테리
  - 명탐정 코난 - 데가와 아츠코(김순미,635화 엑스트라)

- 2012년
  - 인류는 쇠퇴했습니다 - 요정님

- 2013년
  - 단지 토모오 - 키노시타 테츠코, 카라스, 노구치
  - 토리코 - 치요

- 2015년
  - 괴도 조커 - 하치의 엄마
  - 원피스 에피소드 오브 사보 ~ 3형제의 인연 기적의 재회 이어지는 의지 ~ - 스테리

- 2016년
  - 죠죠의 기묘한 모험: 다이아몬드는 부서지지 않는다 - 오오야나기 켄
  - 퍼즈도라 크로스 - 데비

- 2017년
  - 사자에상 - 카이토
  - 디지몬 유니버스 어플리 몬스터즈 - 아구몬
  - 호오즈키의 냉철 - 시키미
  - 명탐정 코난 - 요시모토 하나

- 2018년
  - 심야 천재 바카본 - 요시다 군

- 2019년
  - 케모노 프렌즈 2기 - 나레이션(제2화 A파트의 아이캐치)

- 2020년
  - 디지몬 어드벤처: - 아구몬 계열

### OVA
- 1984년
  - BIRTH - 무뇨

- 1985년
  - 에리어 88 - 소년 시절 카자마 신
  - 환몽전기 레다 - 요니
  - 러브 포지션 하레 전설 - 소년

- 1986년
  - 메가존 23 PART II 비밀 주세요 - 단피
  - 몽차원헌터 판도라 PART III 판토스 편 - GK

- 1987년
  - 더 사무라이 - 토키 아카리

- 1988년
  - 즛코케 시공모험 - 하치베에

- 1989년
  - 연분홍빛 괴마 - 츠키무라 카호

- 1990년
  - 울트라맨 그래피티 어서오세요! 울트라의 나라 - 미라 인간, 레드킹 М1호, 마그마 성인, 지라코, 핏트 성인, 울트라맨 레오, 울트라의 어머니
  - 천외마경 지라이야 아련함 이상

- 1991년
  - 여기는 그린우드 - 키사라기 슌
  - 슈퍼 마리오 월드 마리오와 요시 모험 랜드 - 요시
  - 슬로우 스텝 - 타나카 치카

- 1993년
  - 헬로 키티의 꿈 도둑 - 바쿠바쿠

- 1994년
  - I・R・I・A ZEIRAM THE ANIMATION - 코미마사

- 1996년
  - 환상게임 - 누리코(유유), 미아카의 엄마

- 1997년
  - 환상게임 2부 - 누리코(유유), 호우기
  - B'T-X NEO - 소년시절 콰트로

- 2004년
  - 수국의 노래 - 쿠리노스케

- 2010년
  - 시끌별 녀석들 더 장애물 수영 대회 - 진저
  - 산리오 세계 명작 극장 코로코로 쿠리린 시골쥐와 도시쥐 - 쿠리린

### 게임
- 1994년
  - 캡틴 츠바사 메가 CD판 - 나카자와 사나에
  - 첫사랑 이야기 - 소노다 군

- 1995년
  - 아크 더 래드 - 포코 아 멜빌

- 1996년
  - 아크 더 래드 2 - 포코 아 멜빌
  - 스트리트 파이터 EX - 풀룸 플루나
  - 미소녀 전사 세일러 문 세일러 스타즈 둥실둥실 패닉 2 - 야텐 코우/세일러 스타 힐러
  - 록맨 8 : 메탈 히어로즈 - 클라운맨, 아쿠아맨, 시작음성, 보드착용시 나오는 설명역, 「READY」 소리, 표지 소리

- 1997년
  - 그란디아 - 밀다
  - 스트리트 파이터 EX plus - 풀룸 플루나
  - 스트리트 파이터 EX plus α - 풀룸 플루나
  - 천외마경 제4의 묵시록 - 토라이

- 1998년
  - AZITO2 - 마츠모토 치에미

- 1999년
  - 고에몽 원령 주사위 - 사스케, 라이메이무스메, 로보텐구
  - 삐뽀사루 겟츄 - 스펙터
  - 스트리트 파이터 EX 2 PLUS - 풀룸 플루나

- 2000년
  - 스트리트 파이터 EX 3 - 풀룸 플루나
  - 모험 시대 활극 고에몽 - 사스케, 키라

- 2001년
  - 힘내라 고에몽 ~오오에도 대회전~ - 사스케
  - 쉔무 II - 이계향
  - 타마마유 이야기 2 ~멸망의 벌레~ - 카푸
  - 디지몬 테이머즈 배틀 에볼루션 - 아구몬

- 2002년
  - 가챠록 - 유카
  - 돌아온 사이보그 쿠로짱 - 쿠로
  - 삐뽀사루 겟츄 2 - 스펙터
  - 슈퍼로봇대전 IMPACT - 진 캇페이(이 작품부터 대역 담당)

- 2003년
  - 가챠록 2 ~이번에는 세계 일주야!!~ - 유카

- 2004년
  - 산리오 슈퍼 타이니 파크 - 쿠리린
  - 디지몬 배틀 크로니클 - 아구몬, 블랙 아구몬

- 2005년
  - 힘내라 고에몽 동해 여행길 오오에도 텐구리카에시의 권 - 사스케
  - 삐뽀사루 겟츄 3 - 스펙터

- 2008년
  - 슈퍼로봇대전 A 포터블 - 진 캇페이
  - 슈퍼로봇대전 Z - 진 캇페이, 리아

- 2010년
  - 킹덤하츠 Birth by Sleep - 휴이&듀이&루이
  - 디지몬 크로스워즈 슈퍼 데지카 대전 - 샤우트몬

- 2011년
  - 제2차 슈퍼로봇대전 Z 파계편 / 재세편 - 진 캇페이

- 2013년
  - 디지몬 어드벤처 - 아구몬
  - 토리코 구루메가배틀! - 치요
  - 플레이스테이션 올스타 배틀 로얄 - 스펙터

- 2015년
  - 제3차 슈퍼로봇대전 Z 천옥편 - 진 캇페이
  - 디지몬 스토리 사이버 슬루스 - 아구몬

- 2016년
  - 디지몬 월드 -next 0rder- - 아구몬, 샤우트몬

- 2017년
  - 슈퍼로봇대전 V - 진 캇페이

- 2018년
  - 디지몬 리어라이즈 - 아구몬

- 2019년
  - 킹덤 하츠 III - 휴이&듀이&루이

- 2021년
  - 쿠키런: 킹덤 - 악마맛 쿠키

### 더빙
- 덕 테일즈 - 휴이, 듀이, 루이
- 해리 포터 시리즈 - 울보 머틀
- Full House(일본어판) - DJ 태너